# Carmontelle
Carmontelle, eller egentligen Louis Carrogis, född 15 augusti 1717 i Paris, död där 26 december 1806, var en fransk lustpelsförfattare, målare och gravör.
Carmontelle var anställd som lektör och smakråd hos hertigen av Orléans, för vars fester han skrev talrika små anspråkslösa komedier, senare samlade bland annat i Proverbes dramqtiques (8 band, 1768-81) och Théatre de campagne (4 band, 1775), i en stil som senare fortsattes av Alfred de Musset och Octave Feuillet. Han uppgjorde även planritningarna till den då hertigen av Orléans tillhöriga "Parc Monceau" i Paris och medföljde franska armén under sjuårskriget för att avteckna fästningsplaner. Efter återkomsten till Paris gjorde han sig främst känd som målare och har i eleganta, väl träffade profilporträtt i tusch med färg förevigat samtidens Parissocietet.